# Істомін Костянтин Миколайович
Костянтин Миколайович Істо́мін (рос. Константин Николаевич Истомин; 7 січня 1887, Курськ — 28 серпня 1942, Самарканд) — російський радянський живописець і педагог; член об'єднань «Маковця» у 1922—1923 роках, «Чотирьох мистецтв» у 1824—1929 роках та Асоціації художників революційної Росії у 1931—1932 роках.

## Життєпис
Народився 26 грудня 1886 [7 січня 1887] року у місті Курську (нині Російська Федерація). У 1904—1905 роках навчався у художній студії Єгора Шрейдера у Харкові. 1905 року, за участь у демонстраціях робітників, заарештований. Після звільнення у 1906 році виїхав до Німеччини, де у Мюнхені протягом з 1906 по 1909 рік опановував живопис у Шимона Голлоші. У 1909—1913 роках продовжив здобувати мистецьку освіту у відділенні історії мистецтв при історико-філологічному факультеті Московського університету.
Учасник Першої світової війни. З 1918 року працював у секції образотворчого мистецтва Московської міської ради; у 1919 році проходив військову службу у Червоній армії; у 1920—1921 роках — на дипломатній роботі у Вірменії.
У 1921 році був одним із організаторів Вищих художньо-технічних майстерень, де до 1930 року обіймав посаду професора. Протягом 1930—1939 років викладав у Московському поліграфічному; у 1937—1942 роках — Московському художньому інститутах. Серед учнів — Емма Гурович, Лідія Ільїна, Ігор Савицький.
Помер у Самарканді 28 серпня 1942 року.

## Творчість
Працював у галузі станкового (створював жанрові полотна, портрети, пейзажі, натюрморти) і монументального живопису, брав участь у розписі агітпоїздів. Серед робіт:
живопис
- «Лимони» (1916);
- «Натюрморт» (1918);
- «Дахи» (1922);
- «Жіночий портрет» (1922);
- «Чаювання» (1923);
- «Жнива» (1924);
- «Прялі» (1924);
- «Дочка рибалки» (1924, Третьяковська галерея);
- «За чищенням овочів» (1925);
- «Зимовий пейзаж. Московський провулок» (1926, Третьяковська галерея);
- «Кримське подвір'я» (1927);
- «Ранок» (1928, Державний Російський музей);
- «Кавказький аул» (1928);
- «У кімнаті. Біля вікна» (1928, Третьяковська галерея);
- «Лідочка» (1929);
- «На терасі» (1929);
- «Жінка, яка читає» (1931);
- «Повстання румунських селян» (1931);
- «Вузівки» (1933, Третьяковська галерея);
- «Азовське море» (1935);
- «Шахтарка метробуду» (1938).

Виконав три панно «Поволзькі пейзажі» (олія, 1939), для павільйону «Поволжя» на Всесоюзній сільськогосподарській виставці у Москві.
Брав участь у художніх виставках з 1910 року. Персональні посмертні виставки у відбулися Москві у 1961, 1975, 1978 роках.

## У мистецтві
Портрети митця виконали:
- Володимир Фаворський (у груповому портреті «Н. Б. Розенфельд, В. А. Фаворський, К. Н. Істомін» — ксилографії, 1910, 1918),
- Йосип Чайков (голова — гіпс, 1935, Третьяковська галерея; відливання — бронза, 1968, , Третьяковська галерея);
- Петро Львов (автолітографія, 1938).